# Kosta Perović
Kosta Perović (Osijek, 19 de fevereiro de 1985) é um ex-basquetebolista profissional sérvio com passagens pelo FC Barcelona Bàsquet e Golden State Warriors.